# Société linnéenne
Les sociétés linnéennes sont des sociétés savantes d'histoire naturelle dont le nom fait référence au naturaliste suédois Carl von Linné (1707-1778).
| Nom de la société                                                                | pays, ville                 | fondation - disparition                                              |
| -------------------------------------------------------------------------------- | --------------------------- | -------------------------------------------------------------------- |
| Linnéens de Bordeaux                                                             | France, Bordeaux            | 1780 – 1818, devient Société linnéenne de Bordeaux                   |
| Société linnéenne de Bordeaux                                                    | France, Bordeaux            | 1818 - encore en activité                                            |
| Société linnéenne de Paris                                                       | France, Paris               | 1787 – 1790, devient Société d'Histoire Naturelle de Paris           |
| Société linnéenne de Paris                                                       | France, Paris               | 1821 - 1835                                                          |
| Société linnéenne de Paris                                                       | France, Paris               | 1866 - 1922                                                          |
| Société linnéenne de Londres (Linnean Society of London)                         | Angleterre, Londres         | 1788 - encore en activité                                            |
| Société linnéenne de Philadelphie (Linnean Society of Philadelphia)              | États-Unis, Philadelphie    | 1806 - encore en activité                                            |
| Société linnéenne de Boston (Linnean Society of Boston)                          | Etats-Unis, Boston          | 1813                                                                 |
| Société linnéenne de Lyon                                                        | France, Lyon                | 1822 – encore en activité                                            |
| Société linnéenne du Calvados                                                    | France, Caen                | 1823 – 1826, devient Société linnéenne de Normandie                  |
| Société linnéenne de Normandie                                                   | France, Caen                | 1826 – encore en activité                                            |
| Société d'émulation (linnéenne) d'Abbeville                                      | France, Abbeville           | 1833 – 1838, devient Société linnéenne du Nord de la France          |
| Société linnéenne du Nord de la France                                           | France, Abbeville           | 1838 – 1847                                                          |
| Société linnéenne du Nord de la France                                           | France, Amiens              | 1865 - 1936, devient Société linnéenne Nord-Picardie                 |
| Société linnéenne Nord-Picardie                                                  | France, Amiens              | 1936 - encore en activité                                            |
| Les Vrais Amis de Linné                                                          | Belgique, Bruxelles         | devient Société linnéenne de Bruxelles                               |
| Société linnéenne de Bruxelles                                                   | Belgique, Bruxelles         | devient Société royale linnéenne de Bruxelles                        |
| Société royale linnéenne de Bruxelles                                            | Belgique, Bruxelles         | 1872-1934, devient Société royale linnéenne et de Flore de Bruxelles |
| Société royale linnéenne et de Flore de Bruxelles                                | Belgique, Bruxelles         | 1935 - encore en activité                                            |
| Société linnéenne de Maine-et-Loire                                              | France, Angers              | 1854 – v.1875                                                        |
| Société linnéenne de Nouvelle-Galles du Sud (Linnean Society of New South Wales) | Australie, Sydney           | 1874 – encore en activité                                            |
| Société linnéenne de Charente-Inférieure                                         | France, Saint-Jean-d'Angély | 1877 – 1900                                                          |
| Société linnéenne de New York (Linnean Society of New York)                      | Etats-Unis, New York        | 1878 – encore en activité                                            |
| Société linnéenne de Provence                                                    | France, Marseille           | 1909 – encore en activité                                            |
| Société linnéenne de Seine-Inférieure                                            | France, Le Havre            | 1913 – devient Société linnéenne de Seine-Maritime                   |
| Société linnéenne de la Seine Maritime                                           | France, Le Havre            | 1913 – encore en activité                                            |
| Société linnéenne suédoise (Svenska Linnésällskapet)                             | Suède                       | 1917 – encore en activité                                            |
| Société linnéenne du Québec                                                      | Canada                      | 1929 – 2002                                                          |
| Société linnéenne de Toulon                                                      | France, Toulon              |                                                                      |
| Société linnéenne de l'Aisne                                                     | France                      |                                                                      |
| Société linnéenne d'Andenne-Seilles                                              | Belgique, Andenne           | ca. 1890                                                             |
| Société linnéenne de Madrid (Sociedad Linneana Matritense)                       | Espagne, Madrid             | ca. 1878 – 1881                                                      |